# Julian Clary
Julian Peter McDonald Clary, né le 25 mai 1959 à Surbiton, dans le Surrey, est un comédien, acteur, présentateur et romancier britannique. 
Après un début de carrière dans le stand-up, il rejoint la télévision au milieu des années 1980. Artiste polyvalent, il a joué dans des films, des productions télévisuelles, des pièces de théâtre et des comédies musicales. 
Il est également lauréat du prix Celebrity Big Brother 10 en 2012.

## Biographie

### Jeunesse et éducation
Julian Clary est né à Surbiton, dans le Surrey. Ses parents, Brenda Clary (née McDonald) et Peter J. Clary, sont respectivement agent de probation et agent de police. Il a grandi à Teddington, avec ses deux sœurs aînées.
Deux de ses arrière-grands-parents étaient des Allemands qui ont émigré en Grande-Bretagne à la fin du XIXe siècle. Il a été élevé dans la religion catholique. Il a étudié l'anglais et l'art dramatique au Goldsmiths, University of London.

### Carrière

#### Stand-up
Clary a commencé sa carrière sous le nom de Leo Hurll, un faux claviériste du groupe pop Thinkman,. Il se fait une place au sein de la scène de la comédie alternative au début des années 1980, d'abord sous le pseudonyme de Gillian Pieface, puis sous le nom de The Joan Collins Fan Club.
Il se présente alors vêtu de vêtements extravagants, régulièrement en PVC et en cuir et touchant de plus ou moins loin à l'esthétique BDSM, et de maquillages appuyés.
Clary a réalisé plusieurs one-man-shows dont quatre ont été captés et diffusés en vidéo : The Mincing Machine Tour (1989), My Glittering Passage (1993), Lord of the Mince (2011) et Position Vacant: Apply Within.
En avril 2014, il fait la tournée de Position Vacant: Apply Within en Australie et en Nouvelle-Zélande.
Il a été nommé ambassadeur de l'Adelaide Fringe en 2016.

#### Théâtre et comédies musicales
Il tient le rôle de Leigh Bowery dans la comédie musicale Taboo du West End de Londres en 2002 et lors de la tournée en 2004.
Au printemps 2007, il participe fait la tournée de son spectacle An Evening with Julian Clary.
À l'automne 2007, il interprète le rôle de « Emcee », dans la production de Cabaret, lauréate du prix Olivier de Rufus Norris. Il tiendra se rôle jusqu'en avril 2008.
L'année suivante, il participe au Strictly Come Dancing Tour en janvier et février 2009. Il était en duo avec Lilia Kopylova .
Clary a interprété le rôle de Michael dans Le Grand Mort, une pièce écrite spécialement pour lui par le dramaturge Stephen Clark. La pièce a été présentée au Théâtre du West End de Londres .
En septembre 2020, il fait une apparition dans The Dresser de Ronald Harwood, aux côtés de Matthew Kelly.

#### Radio
En 1988, il participe au The Big Fun Show.
En 1992, il présente une émission pour la BBC intitulée Intimate Contact.
Il est un invité régulier du Just a Minute, une émission humoristique de BBC Radio 4.

#### Musique
Il effectue régulièrement des performances impliquant l'interprétation parodique de vieux classiques, à la fois sur scène et à la télévision, 
Il a sorti un single en 1988 (crédité comme le Fan Club de Joan Collins), une interprétation humoristique de Leader of the Pack. Le single a été produit par Rupert Hine et a atteint le no. 60 dans le UK Singles Chart. Un autre single, Wandrin 'Star, est sorti en 1990. 

## Filmographie
- 1992 : Carry On Columbus[11]
- 2001 : The Baby Juice Express[12]

## Vie privée
Julian Clary est marié depuis le 19 novembre 2016 avec Ian Mackley[réf. nécessaire]. 
Le 7 septembre 2005, il devient membre honoraire du Goldsmiths College de l'université de Londres.
En juillet 2014, l'université d'East Anglia lui remet un doctorat honorifique en droit civil.